# Pentagenia robusta
Pentagenia robusta là một loài côn trùng thuộc họ Ephemeridae. Đây là loài đặc hữu của Hoa Kỳ.